# Этесами, Парвин
Парвин Этесами (перс. پروین اعتصامی‎; 16 марта 1907, Тебриз — 5 апреля 1941, Тегеран) — иранская поэтесса. 

## Жизнь
Парвин Этесами родилась в 1907 году в Тебризе. Её отец — Мирза Юсуф Этесами был сыном Мирзы Ибрагим-хана. У Парвин было четыре брата. Её мать умерла в 1973 году.
В детстве Пармин семья Этесами переехала в Тегеран, где Парвин училась в школе и изучила арабский язык.
В 1924 году она окончила школу, потом американский колледж для девочек в Тегеране, потом — американскую высшую школу для женщин. Впоследствии она преподавала некоторое время в школе, много путешествовала.
В 1934 году она вышла замуж за двоюродного брата её отца и переехала в город Керманшах. Брак длился всего десять недель и она вернулась в Тегеран.
В 1938—1939 годах она работала несколько месяцев в библиотеке Данеш-Saraay-е 'Aali, сегодня это университет Тарбиат Моаллем Тегерана. Её отец умер в 1938 году, а сама Парвин умерла три года спустя. Похоронена она рядом с её отцом в городе Куме.

## Работы

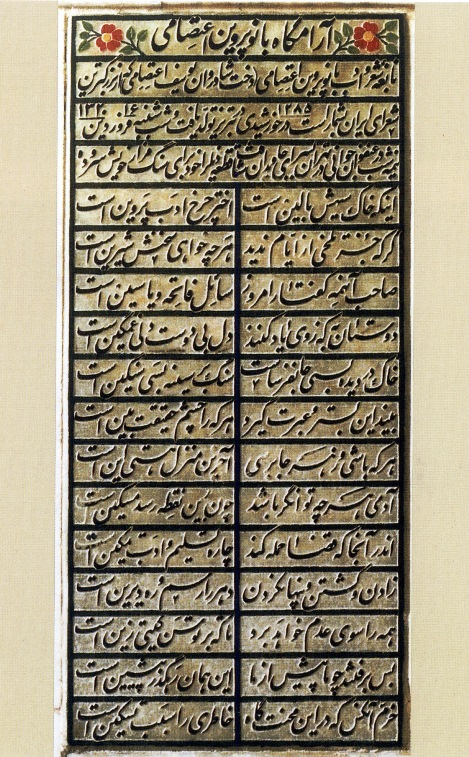
Могила Парвин в городе Куме

Парвин было около семи или восьми лет, когда стали проявляться её поэтические способности. Отец поддержал её интересы. Под его руководством Парвин изучила классическое литературное наследие на фарси и арабском языках. В 1921—1922 годах в персидском журнале Бахар (Весна) были опубликованы некоторые из её ранних стихотворений. Первое издание её книги, состоящей из 156 её стихотворений состоялось в 1935 году. Известный поэт и ученый Мохаммад Таги Бахар написал введение к этой её книге. Второе издание книги её произведений, под редакцией её брата Аабуля Этесами, появилось уже после её смерти в 1941 году. Оно состояло из 209 различных произведений в разных стилях и формах — Гасиде, Газели и др.
За свою короткую жизнь Парвин получила большую известность среди иранцев. В поэзии Парвин по форме и содержанию следует классической персидской традиции. Она игнорировала модернистские тенденции в персидской поэзии.
По словам профессора Heshmat Moayyad, её стихотворение Safar-e ashk считается одним из лучших, когда-либо написанных на Персидском языке.
В своих произведениях «Парвин писала про мужчин и женщин разных социальных слоев, писала о разнообразных животных, птицах, цветах, деревьях, космических и природных стихиях, предметах повседневной жизни, абстрактных понятиях. Все это символизировало богатство ее помыслов. В произведениях она ярко и красноречиво выражает свои основные мысли о жизни и смерти, социальной справедливости, этике.». Не имея возможности выступать открыто, Парвин Этесами в своих стихах широко использовала прием иносказания. Путь развитию она видела в совершенствовании нравов людей.

## Труды
- Диване касаед ва маснавийат ва тамасилат ва мугаттаате ханом Парвин Э’тесами, 3 изд., Тегеран, 1944.